# Milionia philippinensis
Milionia philippinensis là một loài bướm đêm trong họ Geometridae.